# Bouzeron
Bouzeron – miejscowość i gmina we Francji, w regionie Burgundia-Franche-Comté, w departamencie Saona i Loara.
Według danych na rok 1990 gminę zamieszkiwały 164 osoby, a gęstość zaludnienia wynosiła 44 osoby/km² (wśród 2044 gmin Burgundii Bouzeron plasuje się na 747. miejscu pod względem liczby ludności, natomiast pod względem powierzchni na miejscu 1300.).